# 铜铁试剂
铜铁试剂（Cupferron），會表示為CU−，是N-亚硝基-N-苯基羟胺的銨鹽，是金屬離子配合物的通用試劑，其化學式為NH4[C6H5N(O)NO]，陰離子用二個氧原子和金屬屬子進行配位，形成五齒的螯合物。

## 製備和複合物

铜铁试剂鐵複合物的結構

铜铁试剂可以用苯胲和可以產生NO+的來源來製備：
C6H5NHOH + C4H9ONO + NH3 → NH4[C6H5N(O)NO] + C4H9OH
铜铁试剂CU−是雙齒單陰離子的配體，會類似乙酰丙酮一樣和其他金屬離子形成配合物，具代表性的有Cu(CU)2、Fe(CU)3和Zr(CU)4。